# AdRem Software
AdRem Software es una compañía de software con sede en Nueva York, USA y Cracovia, Polonia. Está especializada en proveer un monitoreo de Red altamente desarrollado y herramientas para su administración.

## Historia
Tomasz Kunicki, Presidente Ejecutivo de AdRem estableció la compañía en 1998 con una declaración de "hacer más con menos". De acuerdo a esto, el software de la compañía es poderoso y se caracteriza con una alta tasa de costo/rendimiento. Desde finales de los 90 AdRem fue desarrollado a partir de un pequeño negocio hasta llegar a ser a una empresa dinámica con un portafolio específico de software para Redes. Nuevas versiones de su software llaman la atención de la prensa y de muchos premios. AdRem Software tiene sus oficinas en Nueva York y Cracovia. El departamento de Desarrollo se estableció en Cracovia.

## Productos
Netcrunch – Es el software insignia de AdRem. Una combinación única de herramientas de monitoreo de red sin agentes, que realiza el seguimiento de plataformas Windows, Linux, Mac OS X, BSD, Netware y dispositivos SNMP en un solo paquete.
Network Inventory– Realiza un inventario del total de activos de hardware y software de la red.
Server Manager – Herramienta de administración de Linux OES y NetWare. Monitorea múltiples servidores ejecutando diferentes versiones de Sistemas Operativos NetWare y OES Linux.
SfConsole - Consola remota segura para NetWare. Restringe y audita el acceso a los comandos y pantallas de la consola para usuarios y grupos específicos.
LiteCon– Proporciona un acceso a un servidor NetWare con una consola ligera de peso.
MyNet Toolset – Es una herramienta gratuita que muestra todos los nodos en una red local y los muestra en un mapa gráfico.

## Premios
La compañía ganó el premio "Otoño Innovador Comdex 2002", además, en la conferencia Sistemas para negocios ganó el premio al "Producto del Año 2004" y también, ganó el premio "Líder de Exportación de Software" otorgado por la asociación Polaca del Mercado de software. AdRem NetCrunch ganó Producto del año Datamation 2007 en la categoría de Redes y Sistema de gestión.